# Meleagro (re)
Meleagro (in greco antico: Μελέαγρος?, Melèagros; fl. III secolo a.C.) è stato un sovrano egizio del periodo tolemaico, figlio del Re d'Egitto Tolomeo I e regnante sulla Macedonia per pochi mesi nel 279 a.C.

## Biografia

### Origini familiari
Meleagro era figlio del re d'Egitto Tolomeo I Sotere e di sua moglie Euridice, figlia di Antipatro e sorella di Cassandro. Suoi fratelli erano quindi Tolomeo Cerauno, Lisandra e Tolemaide, mentre suoi fratellastri erano Arsinoe II, Tolomeo II e Filotera, figli di Tolomeo e Berenice I.

### Regno (279 a.C.)
Il fratello di Meleagro, Tolomeo Cerauno, diventò re di Macedonia nel 281 a.C.; tuttavia tra i mesi di gennaio e febbraio del 279 a.C. fu ucciso in battaglia contro i Celti e Meleagro gli succedette come re. Dopo soli due mesi, tra marzo e aprile, Meleagro venne però deposto poiché considerato inadatto alla carica e fu sostituito da Antipatro Etesia, figlio di Filippo e cugino materno di Meleagro.

## Ascendenza
|           |           |                       | Genitori  |  |  | Nonni |  |  | Bisnonni |  |
|           |           |                       |           |  |  | Lago  |  |  | …        |  |
|           |           |                       |           |  |  | Lago  |  |  | …        |  |
|           |           | …                     |           |  |  | Lago  |  |  |          |  |
| Tolomeo I |           |                       |           |  |  | Lago  |  |  |          |  |
|           |           | …                     | …         |  |  |       |  |  |          |  |
|           |           | …                     | …         |  |  |       |  |  |          |  |
|           |           | …                     | …         |  |  |       |  |  |          |  |
| Meleagro  |           | …                     |           |  |  |       |  |  |          |  |
|           | Antipatro | …                     |           |  |  |       |  |  |          |  |
|           | Antipatro | …                     |           |  |  |       |  |  |          |  |
|           | Antipatro | …                     |           |  |  |       |  |  |          |  |
| Euridice  | Antipatro |                       |           |  |  |       |  |  |          |  |
|           |           | Antigone di Macedonia | Cassandro |  |  |       |  |  |          |  |
|           |           | Antigone di Macedonia | Cassandro |  |  |       |  |  |          |  |
|           |           | Antigone di Macedonia | …         |  |  |       |  |  |          |  |
|           |           | Antigone di Macedonia |           |  |  |       |  |  |          |  |